# Abbas Safwat
Abbas Safwat (in arabo عباس صفوت‎?; fl. XX secolo) è stato un calciatore egiziano, di ruolo attaccante.

## Carriera

### Nazionale
Con la nazionale egiziana partecipò ai Giochi olimpici di Anversa, tuttavia nel corso della competizione non disputò neppure un incontri.